# Cedric Kuakumensah
Cedric Kuakumensah (Lomé, 16 maggio 1993) è un ex cestista togolese con cittadinanza statunitense.

## Palmarès
- NM1: 1

Souffelweyersheim: 2018-2019